# Een fee zoals je ze niet alle dagen tegenkomt
Een fee zoals je die niet alle dagen tegenkomt is een fantasyverhalenbundel uit 1974 van de Franse schrijver Roland Topor. De verhalenbundel werd uitgegeven door A.W. Bruna Uitgevers, eerst in 1968 onder de titel Verhalen en tekeningen en in 1974 onder de huidige titel in de Bruna FeH-reeks. 

## Korte verhalen
1. Een groot man (Un grand homme, 1963)
2. Een moeilijke operatie (Un opération délicate)
3. De klas in de afgrond (La classe dans l'abîme)
4. De bevrijders (Les libérateurs)
5. De raadselen der geschiedenis (Les énigmes de l'histoire)
6. 'n Retourtje (Aller-retour)
7. Een fee zoals je ze niet alle dagen tegenkomt (Une fée pas comme les autres, 1965)
8. Het ongeluk (L'accident)
9. Handjeplak (La main passe)
10. De nieuwe wereldburger (Le nouveau venu)
11. Four Roses for Lucienne (Quatre roses pour Lucienne, 1966)
12. Alibi van een kind (Alibi d'enfant)
13. Het offer van een vader (La sacrifice d'un père, 1963)
14. Lieve vrienden… (Amis très chers)
15. Kerstsprookje (Conte de Noël)
16. Zo komen de snoepers te pas
17. Gedeelde smart is halve smart
18. Het bedorven koninkrijk (Le royaume pourri)
19. ’n Slecht publiek (Mauvais public)
20. Onweer (Orages, 1962)
21. Standing (Standing)
22. Te rein (Trop propre)
23. Het heilige vuur (Le feu sacré)
24. De koningin neuken (Baiser la Reine)
25. De politie volgt het spoor (La justice poursuivant le crime)
26. Telefoon (Le coup du téléphone, 1966)
27. De hongerigen voeden (Nourrir ceux qui ont faim)
28. De goede daad (La bonne action)
29. Zonder complex (Dans complexe)
30. De executie (L'exécution)
31. De waarheid over Lodewijk XVII (La vérité sur Louis XVII)
32. Een rotkarakter (Un sale caractère)
33. Het lievelingetje (Le chouchou)
34. Een loze vos (Un rusé compère)
35. Doorlopende voorstelling (Le spectacle est permanent, 1964)
36. De juiste plaats (Le bon coin)
37. Ter verovering van de mens (À la conquête de l'homme)
38. Stilte s.v.p. er wordt hier gedroomd (Silence, on rêve)
39. De tijd, die van tijd tot tijd… (De temps en temps, le temps…)
40. De tanden van de vampier (Les dents du Vampire, 1967)
41. Geestelijk voedsel (La nourriture spirituelle, 1967)